# Кошелеви
Кошелеви (пол. Koszelewy) — село в Польщі, у гміні Рибно Дзялдовського повіту Вармінсько-Мазурського воєводства.
Населення — 589 осіб (2011).
У 1975-1998 роках село належало до Цехановського воєводства.

## Демографія
Демографічна структура станом на 31 березня 2011 року:
|          | Загалом | Допрацездатний вік | Працездатний вік | Постпрацездатний вік |
| -------- | ------- | ------------------ | ---------------- | -------------------- |
| Чоловіки | 311     | 84                 | 195              | 32                   |
| Жінки    | 278     | 71                 | 149              | 58                   |
| Разом    | 589     | 155                | 344              | 90                   |